# Divide et impera
Divide et impera (pronuncia dìvide et ìmpera; in italiano, 'dividi e comanda') è una locuzione latina secondo cui un'autorità può più efficacemente controllare e governare un popolo con il dividerlo in più parti, provocando rivalità e fomentando discordie al suo interno.
Il motto, sebbene di origine incerta, fu attribuito per la prima volta a Luigi XI di Francia (che lo declinava in lingua francese: diviser pour régner). Fu poi ripreso nel XIX secolo, con riferimento alle strategie politiche perseguite dalla Casa d'Asburgo nei propri possedimenti. Un analogo concetto era già stato utilizzato da Filippo II di Macedonia.
Esplicitato per la prima volta per descrivere una tecnica sociopolitica romana, questa locuzione può essere utilizzata in tutti gli ambiti in cui per ottenere il risultato, in primo luogo, è necessario o vantaggioso dividere ciò che si oppone alla soluzione, ovvero un determinato problema iniziale.

## Tecnica politica

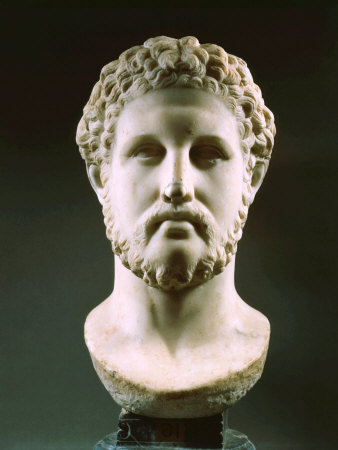
Gli studi moderni attribuiscono l'origine della locuzione, non in latino, a Filippo II di Macedonia.

In politica e sociologia si usa per definire una strategia finalizzata al mantenimento di un territorio e/o di una popolazione, dividendo e frammentando il potere dell'opposizione in modo che non possa riunirsi contro un obiettivo comune. In realtà questa strategia contribuisce ad evitare che piccole entità, ciascuna titolare di una quantità di potere, possano unirsi formando un solo centro di potere, una nuova e unica entità più rilevante e pericolosa. Per evitare ciò, il potere centrale tende a dividere e a creare dissapori tra le fazioni in modo che queste ultime non trovino mai la possibilità di unirsi contro di esso.
Quindi questa tecnica permette a un potere centrale, che può essere un governo dispotico, o un governatorato coloniale-imperialista, numericamente modesto, di governare e dominare su una popolazione sensibilmente più numerosa.
Elemento tipico di questa tecnica consiste nel creare o alimentare le faide e i dissapori tra le fazioni autoctone: facendo ciò si contribuisce all'indebolimento e al successivo deterioramento dei rapporti tra le fazioni o le tribù dominate, rendendo impossibili eventuali alleanze o coalizioni che potrebbero mettere in discussione il potere dominante. Altra caratteristica è il concedere aiuti e promuovere eventuali tendenze a rendersi disponibile e fedele al dominatore.
Ove la tecnica del divide et impera risulti applicabile, rende risultati soddisfacenti, soprattutto nel caso di società frammentate e frammentarie, coinvolte già in uno scenario d'equilibrio tra le tribù o fazioni interne. Spesso la tecnica determina conflitti sociali atti a generare odio tra le persone culturalmente meno edotte e informate.
Questa tecnica è stata applicata in particolar modo per l'amministrazione dei grandi imperi, che grazie ad essa riuscirono a controllare territori molto estesi con forze armate esigue.

## Epoca romana
Ai tempi dei romani questa strategia era un mezzo adoperato per governare il territorio italiano o estero, evitando che le singole popolazioni si coalizzassero in rivolte e sommosse contro Roma. Un tipico esempio fu l'invasione della Macedonia e la sconfitta del re Perseo di Macedonia nella battaglia di Pidna (168 a.C.), dopo le quali la Macedonia fu divisa in quattro repubbliche dipendenti da Roma, cui furono pesantemente limitati i rapporti reciproci nonché quelli con gli altri stati ellenici. Seguì una spietata persecuzione di tutti i cittadini presunti anti-romani, denunciati per tali dai loro stessi compatrioti e deportati in gran numero.

## Epoca moderna
Un esempio moderno è stato applicato nell'impero coloniale britannico, più precisamente nell'India britannica, dove gli inglesi utilizzavano marginalmente i loro eserciti e contestualmente alimentavano le diatribe tra le tribù che combattevano l'una contro l'altra, ignare che così facendo semplificavano il governo e il dominio dei britannici. Nello specifico, gli inglesi mantennero i confini regionali tra le varie etnie indiane per preservare le diversità culturali e linguistiche nonché gli attriti e le rivendicazioni territoriali di un'etnia sull'altra e per mantenere i dissapori e i contenziosi di carattere religioso e sociale.
Questa situazione sopravvisse anche all'indipendenza dell'India britannica, sfociando in una serie di lotte interne al subcontinente indiano, lotte che frammentarono quello che un tempo era il grande impero indiano-britannico in sei stati indipendenti (India, Pakistan, Nepal, Bangladesh, Bhutan e Sri Lanka) invece che in una grande entità nazionale. Le diatribe e i contenziosi tra etnie avevano vinto sulla volontà del popolo di costituire una nazione unita.
Altro caso tristemente noto del secolo scorso fu quello del Belgio che per favorire i suoi interessi coloniali nel Ruanda, come già aveva fatto la Germania, alimentò e fomentò l'odio interetnico tra gli Hutu e i Tutsi, le due principali etnie del paese: questo odio tra classi finì per sfociare nell'atroce genocidio del Ruanda..

## Nella contemporaneità
Oggi, il concetto di divide et impera è usato spesso per descrivere la strategia di superpotenze come Russia, Stati Uniti e Cina nei confronti dell'Europa: mentre l'Unione europea come entità complessiva ha un peso negoziale (economico, politico, demografico) che le permette di tenere testa alle superpotenze facendo valere i propri interessi, i ventisette stati che la costituiscono sono entità piccole che, avendo un peso negoziale molto minore, possono essere facilmente piegate agl'interessi delle grandi potenze extraeuropee: può essere quindi nell'interesse di queste ultime favorire, nei paesi europei, organizzazioni e sentimenti nazionalistici e antieuropeisti, ostacolando le spinte federaliste.